# Strieszniewskij
Strieszniewskij (ros. Стрешневский) – chutor w zachodniej Rosji, w sielsowiecie artiuchowskim rejonu oktiabrskiego w obwodzie kurskim.

## Geografia
Miejscowość położona jest nad Dicznią (lewy dopływ Sejmu), 6 km od centrum administracyjnego sielsowietu (Artiuchowka), 11 km na południowy zachód od centrum administracyjnego rejonu (Priamicyno), 26 km na południowy zachód od Kurska, 21 km od drogi magistralnej (federalnego znaczenia) M2 «Krym».
W chutorze znajduje się 25 posesji.
Klimat
Miejscowość, jak i cały rejon, znajduje się w strefie klimatu kontynentalnego z łagodnym ciepłym latem i równomiernie rozłożonymi opadami rocznymi (Dfb w klasyfikacji klimatów Köppena).

## Demografia
W 2010 r. chutor zamieszkiwało 8 osób.